# Stuyvesant Fish
Stuyvesant Fish (Nueva York, 24 de junio de 1851 - 10 de abril de 1923) fue un empresario estadounidense miembro de la familia Fish. Ocupó el cargo de presidente del Illinois Central Railroad. Fue propietario de varias residencias en Nueva York y Newport donde organizaba, junto con su esposa "Mamie", grandes fiestas y reuniones llegando a ser bastante importantes en la alta sociedad estadounidense durante la era dorada.

### Residencias

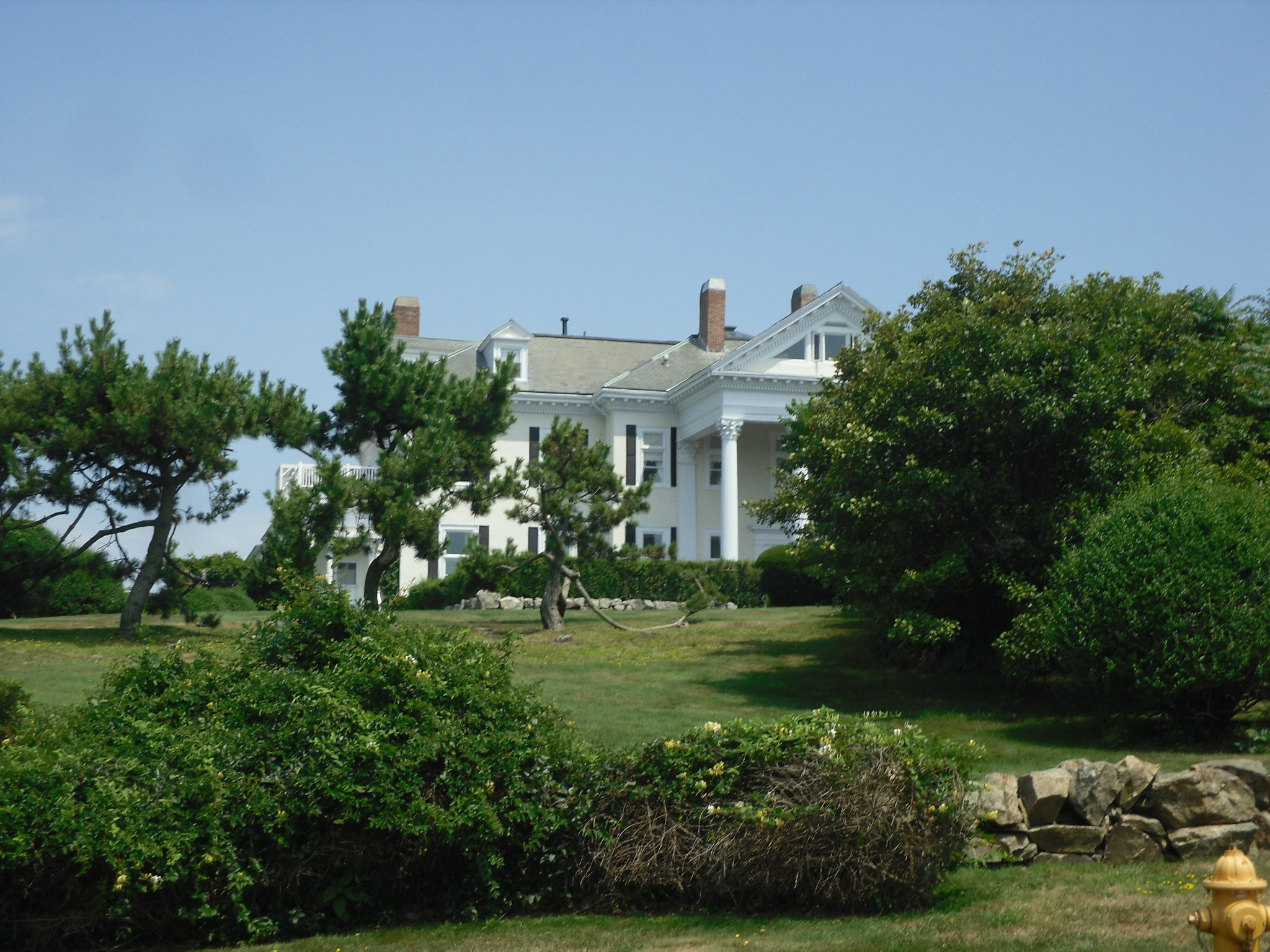
"Crossways" en Newport, RI, 2010

Entre 1887 y 1898, Fish y su familia vivieron en 19 Gramercy Park South, una casa de ladrillo ubicada en una esquina de  Gramercy Park al sur de la (calle 20 este) e Irving Place en el barrio Gramercy de Manhattan, Nueva York.
Fish y su esposa también mantuvieron la casa estilo federal de su abuela ubicada en 21 Stuyvesant Street, pero después de 1898, su residencia en Nueva York fue una casa italiana de ladrillo y caliza ubicada en el 25 de la calle 78 este, en la esquina con Madison Avenue. La casa, que fue diseñada por el arquitecto Stanford White, es hoy la sede central de Bloomberg Philanthropies.
La familia Fish construyó una gran mansión de estilo neocolonial llamada "Crossways" en Newport, Rhode Island, donde llevaban a cabo reuniones durante la temporada de verano. Fue diseñada por Dudley Newton. Fish también tenía una propiedad llamada "Glenclyffe" en Philipstown, New York, que había pertenecido a su padre.